# Tang Haochen
Dit is een Chinese naam; de familienaam is Tang.
Tang Haochen (Chinees: 唐好辰) (Zhengzhou, 21 februari 1994) is een voormalig tennisspeelster uit China. Zij begon op zevenjarige leeftijd met tennis. Haar favoriete ondergrond is hardcourt. Zij speelt rechtshandig en heeft een tweehandige backhand.
In 2011 en 2013 nam zij deel aan de Fed Cup voor China – zij behaalde daar een winst/verlies-balans van 7–7. In 2014 kreeg zij een wildcard voor het Australian Open.
Zij was actief in het proftennis van 2011 tot in 2017.

## Posities op deWTA-ranglijst
Positie per einde seizoen:
| jaar | rang enkelspel | rang dubbelspel |
| ---- | -------------- | --------------- |
| 2011 | 808            | 992             |
| 2012 | 519            | 290             |
| 2013 | 463            | 374             |
| 2014 | 379            | 600             |
| 2015 | 867            | 491             |
| 2016 | 582            | 473             |
| 2017 | 658            | 647             |

## Resultaten grandslamtoernooien
| Legenda | Legenda                          |
| ------- | -------------------------------- |
| g.t.    | geen toernooi gehouden           |
| l.c.    | lagere categorie                 |
| –       | niet deelgenomen                 |
| G       | uitgeschakeld in de groepsfase   |
| 1R      | uitgeschakeld in de eerste ronde |
| 2R      | uitgeschakeld in de tweede ronde |
| 3R      | uitgeschakeld in de derde ronde  |
| 4R      | uitgeschakeld in de vierde ronde |
| KF      | uitgeschakeld in de kwartfinale  |
| HF      | uitgeschakeld in de halve finale |
| F       | de finale verloren               |
| W       | het toernooi gewonnen            |
| w-v     | winst/verlies-balans             |

### Enkelspel
| Toernooi        | 2014 |
| --------------- | ---- |
| Australian Open | 1R   |
| Roland Garros   | –    |
| Wimbledon       | –    |
| US Open         | –    |